# Pi1 Ursae Minoris
Pi1 Ursae Minoris (π11 Ursae Minoris, förkortat Pi1 UMi, π1 UMi) som är stjärnans Bayer-beteckning, är en dubbelstjärna i den norra delen av stjärnbilden Lilla björnen. Den har en genomsnittlig skenbar magnitud på +6,58 och ligger på gränsen för att vara synlig för blotta ögat även under de bästa observationsförhållanden. Baserat på parallaxmätningar i Hipparcos-uppdraget på 45,8 mas beräknas den befinna sig på ca 71 ljusårs (22 parsek) avstånd från solen.

## Egenskaper
Primärstjärnan Pi1 Ursae Minoris A är en gul till vit stjärna i huvudserien av spektralklass G1.5 V. Den har en massa som är ungefär lika stor  som solens massa och en effektiv temperatur på ca 5 500 K.
Följeslagaren Pi1 Ursae Minoris B är en gul till vit stjärna i huvudserien av spektralklass G9 V med en skenbar magnitud av 7,31. Den har en vinkelseparation från primärstjärnan på 31,4 bågsekunder, vilket motsvarar en fysisk separation av ca 680 AE, och en omloppsperiod av cirka 13 100 år. Båda är analoga med solen och förmodas ingå i Hercules-Lyra-föreningen, en av de till solen närmaste rörliga grupperna med gemensam rörelse genom rymden.